# Gmina Drobin
Gmina Drobin là một gmina thành thị-nông thôn (quận hành chính) ở hạt Płock, Masovian Voivodeship, ở miền đông trung bộ Ba Lan. Khu vực hành chính của nó là thị trấn Drobin, nằm khoảng 29 kilômét (18 mi) về phía đông bắc của Płock và 90 km (56 mi) về phía tây bắc của Warsaw.
Gmina có diện tích 143,19 kilômét vuông (55,3 dặm vuông Anh), và tính đến năm 2006, tổng dân số của nó là 8,531 người (trong đó dân số Drobin lên tới 2.980 người, và dân số của vùng nông thôn của gmina là 5.551 người).

## Làng
Ngoài thị trấn Drobin, Gmina Drobin bao gồm các làng và các khu định cư như Biskupice, Borowo, Brelki, Brzechowo, Budkowo, Chudzynek, Chudzyno, Cieśle, Cieszewko, Cieszewo, Dobrosielice Drugie, Dobrosielice Pierwsze, Dziewanowo, Karsy, Kłaki, Kowalewo, Kozłówko, Kozłowo, Krajkowo, Kuchary, chân Koscielny, chân Probostwo, Małachowo, Maliszewko, Mlice-Kostery, Mogielnica, Mogielnica-Kolonia, Nagórki Dobrskie, Nagórki-Olszyny, Niemczewo, Nowa Wies, Psary, Rogotwórsk, Setropie, Siemienie, Sokolniki, Stanisławowo, Świerczyn, Świerczyn-Bęchy, Świerczynek, Tupadły, Warszewka, Wilkęsy và Wrogocin.

## Gmina lân cận
Gmina Drobin được bao quanh bởi các gmina khác như Bielsk, Raciąż, Starobyreby và Zawidz.